# ستريت فايتر إي إكس 2
ستريت فايتر إي إكس 2 (بالإنجليزية: Street Fighter EX 2)‏ هي لعبة قتال تم تطويرها ونشرها من قبل كابكوم على أنظمة الآركيد عام 1998، وفي عام 1999 على جهاز بلاي ستيشن، وهي الجزء الثاني من لعبة ستريت فايتر إي إكس، تبعتها تكملة أخرى بعنوان ستريت فايتر إي إكس 3. 